# 張治具
張治具（1529年—1601年），字明遇，號洞齋，福建泉州府晉江縣人，軍籍，明朝政治人物，同進士出身。

## 生平
嘉靖四十三年（1564年）福建鄉試第六十九名舉人。隆慶五年（1571年）中式辛未科會試第一百四十三名，三甲第八十三名進士。大理寺觀政，授廣西永淳縣知縣，六年調繁浙江臨海縣知縣。萬曆五年（1577年）閏八月選授貴州道試御史，七年巡视京通二仓，兼河道，又巡视银库、十库、西城事。八年丁母林恭人憂歸，十一年（1583年）七月起补湖广道御史，巡按应天，又奉命巡按湖广，監十三年乙酉順天府鄉試。居台十一年，萬曆十五年（1587年）八月改迁江西副使，治贛州兵备兼理分巡岭北道。十九年五月擔任江西右参政，整饬饒州。二十一年九月官至四川按察使，著有《尚书会解》、《四书初说》、《诸儒辨旨》等书。有子張国裳。卒年七十三。

## 家族
曾祖張儼，壽官；祖父張鑑，壽官；父張嶤，號浴江。母林氏。慈侍下。弟張治樞，萬曆八年進士。舅舅御史林潮。